# Planalto de Monforte (União das Freguesias de Oucidres e Bobadela)
Planalto de Monforte (União das Freguesias de Oucidres e Bobadela) ist eine portugiesische Gemeinde (Freguesia) im Kreis (Concelho) Chaves im Norden Portugals.

## Geschichte
Die Gemeinde entstand im Zuge der Gebietsreform vom 29. September 2013 durch die Zusammenlegung der ehemaligen Gemeinden Oucidres und Bobadela. Oucidres wurde Sitz der neuen Verwaltung.

## Demographie
| Freguesia | Freguesia            | Freguesia | Freguesia       | ehemalige Freguesias | ehemalige Freguesias | ehemalige Freguesias | ehemalige Freguesias |
| --------- | -------------------- | --------- | --------------- | -------------------- | -------------------- | -------------------- | -------------------- |
| Wappen    | Freguesia            | Einwohner | Fläche in (km²) | Wappen               | Freguesia            | Einwohner            | Fläche in (km²)      |
|           | Planalto de Monforte | 260       | 18,98           |                      | Oucidres             | 193                  | 13,74                |
|           | Planalto de Monforte | 260       | 18,98           | Bobadela             | 104                  | 5,24                 |                      |